# Бел Чејс (Луизијана)
Бел Чејс (енгл. Belle Chasse) насељено је место без административног статуса у америчкој савезној држави Луизијана.

## Демографија
По попису из 2010. године број становника је 12.679, што је 2.831 (28,7%) становника више него 2000. године.
| Група             | 2000.         | 2010.          |
| Белци             | 8.929 (90,7%) | 10.200 (80,4%) |
| Афроамериканци    | 417 (4,2%)    | 1.003 (7,9%)   |
| Азијати           | 84 (0,9%)     | 296 (2,3%)     |
| Хиспаноамериканци | 232 (2,4%)    | 800 (6,3%)     |
| Укупно            | 9.848         | 12.679         |